# Коронавірусна хвороба 2019 у Сахарській Арабській Демократичній Республіці
Епідемія коронавірусної хвороби 2019 у Сахарській Арабській Демократичній Республіці — це поширення пандемії коронавірусної хвороби 2019 на територію Сахарської Арабської Демократичної Республіки, яка контролює не окупований Марокко терен Західної Сахари. Перший випадок хвороби в Сахарській Арабській Демократичній Республіці зареєстровано 25 липня 2020 року. Вже станом на 6 вересня 2020 року на території САДР було зареєстровано 33 випадки хвороби.

## Хронологія

### 2020 рік
19 березня 2020 року уряд фронту Полісаріо Сахарської Арабської Демократичної Республіки для запобігання поширення коронавірусної хвороби закрив кордони з Алжиром та Мавританією.
25 липня 2020 року підтверджені перші 4 випадки хвороби на території САДР.
За тиждень з 28 липня до 4 серпня 2020 року було зареєстровано ще один випадок хвороби, 3 хворих одужали.
За тиждень з 4 до 11 серпня 2020 року було зареєстровано ще 9 випадків та ще одну смерть, кількість померлих зросла до 2. Загальна кількість одужань зросла до 5.
За тиждень з 18 по 25 серпня було зареєстровано ще 6 випадків хвороби, загальна кількість випадків хвороби зросла до 25. Кількість померлих залишилася незмінною.
З 25 серпня по 22 вересня 2020 року не повідомлялося про нові випадки смерті.
За тиждень від 23 до 29 вересня було зареєстровано ще 3 випадки хвороби, загальна кількість випадків хвороби зросла до 28. Кількість померлих залишилася незмінною.
З 29 вересня по 13 грудня не повідомлялося про нові випадки хвороби або смерті..
За тиждень з 14 до 20 грудня зареєстровано ще 2 випадки хвороби, загальна кількість випадків хвороби зросла до 30. Кількість померлих зросла до 3.
За тиждень з 21 до 27 грудня зареєстровано ще один випадок хвороби, загальна кількість випадків хвороби зросла до 31.
З 27 грудня 2020 року до 3 січня 2021 року зареєстровано ще 3 випадки хвороби, загальна кількість випадків хвороби зросла до 34.

### 2021 рік
З 4 по 10 січня 2021 року нових випадків хвороби не зареєстровано, але кількість померлих зросла до 4.
За тиждень з 11 до 17 січня 2021 року не зареєстровано нових випадків хвороби або смертей.
За тиждень з 18 до 24 січня 2021 року було зареєстровано ще 5 випадків хвороби, загальна кількість випадків хвороби зросла до 39. Кількість померлих зросла до 6.
За тиждень з 25 до 31 січня 2021 року було зареєстровано ще один випадок хвороби, загальна кількість випадків хвороби зросла до 40. Кількість померлих залишилася незмінною.
За тиждень з 1 до 7 лютого було зареєстровано ще один випадок хвороби, загальна кількість випадків хвороби зросла до 41. Кількість померлих зросла до 7.
Протягом тижня з 8 до 14 лютого 2021 року нових випадків хвороби та смертей не зареєстровано.
За тиждень з 15 до 21 лютого було зареєстровано ще один випадок хвороби, загальна кількість випадків хвороби зросла до 42. Кількість померлих залишилася незмінною.
З 22 лютого по 14 березня не зареєстровано нових випадків хвороби або смерті.
За тиждень з 15 до 21 березня було зареєстровано ще 20 випадків хвороби, загальна кількість випадків хвороби зросла до 62. Кількість померлих залишилася незмінною.
За тиждень з 22 до 28 березня кількість випадків хвороби майже подвоїлася, та зросла до 123. Кількість померлих зросла до 9.
З 29 березня по 4 квітня було зареєстровано 112 нових випадків хвороби, загальна кількість випадків хвороби зросла до 235. Кількість померлих зросла до 12.
За тиждень з 5 по 11 квітня було зареєстровано ще 167 випадків хвороби, загальна кількість випадків хвороби зросла до 402. Кількість померлих зросла до 24.
За тиждень з 12 до 18 квітня було зареєстровано ще 103 випадки хвороби, загальна кількість випадків хвороби зросла до 505. Кількість померлих зросла до 29.
За тиждень з 19 до 25 квітня було зареєстровано ще 62 випадки хвороби, загальна кількість випадків хвороби зросла до 567. Кількість померлих зросла до 32.
30 квітня 2021 року Марокко надало політичний притулок Карлесу Пучдемону. За словами представника МЗС Марокко, це рішення було прийнято із «принципу взаємності прийому лідера незалежності Каталонії» після того, як президенту Західної Сахари Брахіму Галі було дозволено поїхати до Іспанії для лікування від COVID-19.
З 26 квітня до 2 травня було зареєстровано 102 нових випадки хвороби, загальна кількість випадків хвороби зросла до 669. Кількість померлих зросла до 39.
За тиждень з 3 до 9 травня було зареєстровано ще 52 випадки хвороби, загальна кількість випадків хвороби зросла до 721. Кількість померлих зросла до 41.
За тиждень з 10 до 16 травня було зареєстровано ще 11 випадків хвороби, загальна кількість випадків хвороби зросла до 732. Кількість померлих зросла до 42.
За тиждень з 17 до 23 травня було зареєстровано ще 5 випадків хвороби, загальна кількість випадків хвороби зросла до 737. Кількість померлих зросла до 45.
За тиждень з 24 до 30 травня було зареєстровано ще 5 випадків хвороби, загальна кількість випадків хвороби зросла до 742. Кількість померлих зросла до 46.
З 31 травня по 30 червня влада САДР не подавала жодних звітів про наявність випадків хвороби.
З 1 до 11 липня було зареєстровано ще 12 випадків хвороби, загальна кількість випадків хвороби зросла до 754. Кількість померлих залишилася незмінною.
За тиждень з 12 до 18 липня було зареєстровано ще 41 випадок хвороби, загальна кількість випадків хвороби зросла до 795. Кількість померлих зросла до 47.
За тиждень з 19 до 25 липня було зареєстровано ще 37 випадків хвороби, загальна кількість випадків хвороби зросла до 832. Кількість померлих залишилася незмінною.
З 26 липня по 1 серпня було зареєстровано ще 250 випадків хвороби, загальна кількість випадків хвороби зросла до 1082. Кількість померлих зросла до 52.